# Carretera de Manacor
La Ma-15 o carretera de Manacor (antiga C-715) és una carretera de Mallorca que travessa l'illa des de la badia de Palma fins a l'extrem més oriental de l'illa. És la carretera més transitada de Mallorca.
Comença al carrer de Manacor de Palma i acaba al nucli de Cala Rajada. Passa per Son Ferriol, sa Casa Blanca, Algaida, Montuïri, Vilafranca, Manacor, Sant Llorenç, Artà i Capdepera.
Té una longitud de 83 quilòmetres, 47 dels quals —des de la sortida de Palma i fins a Manacor— estan desdoblats. Té unes 18 rotondes al llarg del seu recorregut.
Al punt quilomètric 16, hi ha un dipòsit d'aigua, a Xorrigo, comunament conegut com el Chupa-Chups per la seva forma parescuda a aquest. Després de les obres de desdoblament, s'ha redissenyat i pintat amb tops blaus. És un símbol bastant conegut d'aquesta carretera.
El Centre de Control i Gestió del Trànsit de la Ma-15 es troba molt proper a la possessió de Malesherbes (entre Algaida i Montuïri).
La seva gestió i manteniment és competència del Consell de Mallorca.

## Sortides
| N. sortida | Nom de la sortida | Carretera que hi enllaça |
| ---------- | --- | ------------------------ |
|            | Palma (Carrer de Manacor) |                          |
| 1          | Rotonda principi desdoblamnent Ma-15 i final Carrer Manacor amb les següents sortides: Ma-20 (Via de Cintura) (Primera i tercera sortides) Ma-15 (segona sortida)                     | Ma-20                    |
| 2          | Rotonda amb les següents sortides: Carrer (primera sortida) Ma-15 (segona sortida) Ma-3011 (Camí Vell de Sineu) (tercera sortida)                                                     | Ma-3011                  |
| 4          | Son Llàtzer Son Ferriol |                          |
| 5          | Rotonda amb les següents sortides: Ma-30 (Segon Cinturó) (primera i tercera sortides) Ma-15 (segona sortida)                                                                          | Ma-30                    |
| 7          | Sa Casa Blanca |                          |
| 10         | Platja de Palma Sant Jordi (Ma-5013 (S'Aranjassa-Camí de Sa Síquia)) | Ma-5013                  |
| 13         | Xorrigo |                          |
| 15         | Son Gual |                          |
| 19         | Museu del Vidre |                          |
| 20         | Algaida |                          |
| 21         | Algaida Sencelles |                          |
| 22         | Rotonda amb les següents sortides: Algaida (primera sortida) Ma-15 (segona sortida) C. Comercial (tercera sortida) Ma-3130 (Pina/Sineu) (quarta sortida)                              | Ma-3130                  |
| 24         | Centre de Control i Gestió del Trànsit de la Ma-15 |                          |
| 27         | Rotonda amb les següents sortides: Ma-5017 (Cura/Randa)(primera sortida) Ma-15 (segona sortida) Via de Servei (tercera sortida) Ma-3230 (Montuïri) (quarta sortida)                   | Ma-5017 Ma-3230          |
| 29         | Ma-3210 (Enllaç Ma-15, Ma-5030 / Montuïri (Ma-3200, Ma-3220)) | Ma-3210                  |
| 30         | Puig de Sant Miquel |                          |
| 32         | Son Bages |                          |
| 36         | Rotonda amb les següents sortides: Carrer (primera sortida) Ma-15 (segona sortida) Carrer (tercera sortida) Ma-3222 (Ctra de Vilafranca (Ma-15/Sant Joan (Ma-3220))) (quarta sortida) | Ma-3222                  |
| 38         | Vilafranca de Bonany Porreres Montuïri |                          |
| 40         | Sentit Manacor-Palma: Vilafranca de Bonany Els Calderers Sentit Palma-Manacor: Ses Veles                                                                                              |                          |
| 41         | Rotonda amb les següents sortides: Felanitx (Ma-5110) (primera sortida) Ma-15 (segona sortida) Petra (Ma-3310) (tercera sortida)                                                      | Ma-5110 Ma-3310          |
| 42         | Sentit Manacor-Palma: Son Noviet Sentit Palma-Manacor: S'hort de Ca'n Ros |                          |
| 43         | Sa Teulera |                          |
| 44         | es Caparó |                          |
| 45         | Ca'n Casoli |                          |
| 47         | Manacor (Final desdoblament) |                          |
| KM 56      | Sant Llorenç |                          |
| KM 70      | Artà |                          |
| KM 77      | Capdepera |                          |
| KM 80      | Cala Rajada |                          |

## Variants

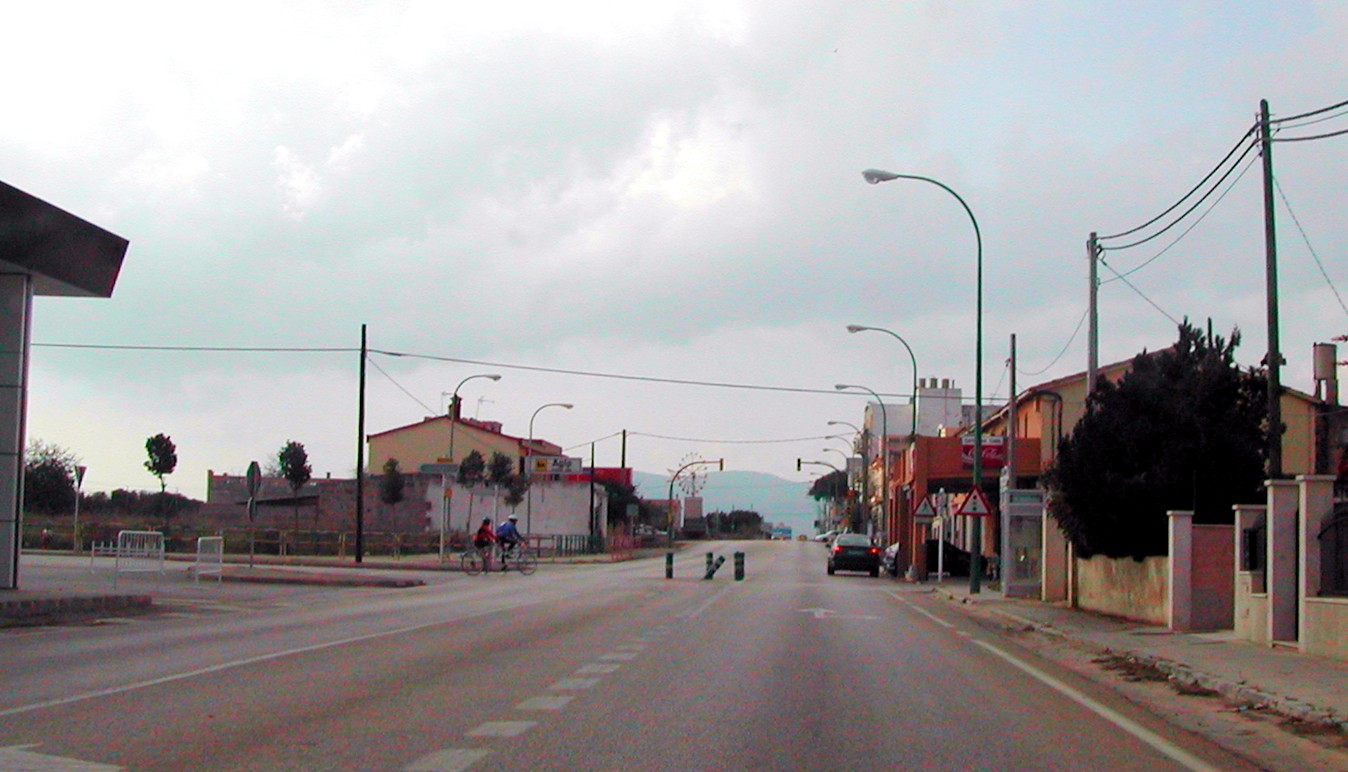
L'antiga Carretera de Manacor al seu pas per Son Ferriol.

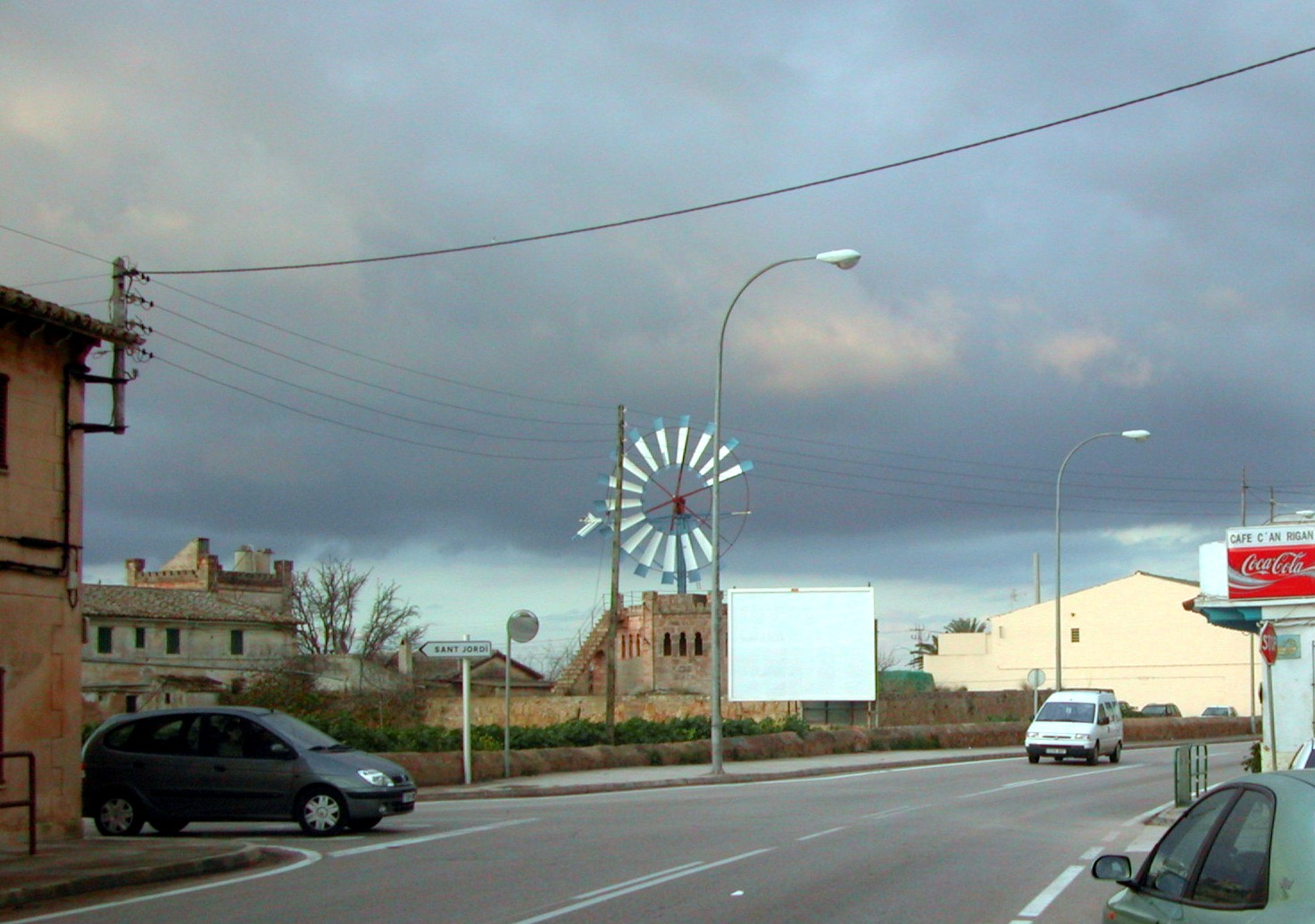
L'antiga Carretera de Manacor al seu pas per sa Casa Blanca

A poc a poc, s'han anat construint el que s'anomena variants per tal que la carretera no passi per dins un nucli urbà. Podem trobar per exemple:
- PK 47 - PK 51'200 la Variant de Manacor
- PK 55'500 - PK 58 Variant de Sant Llorenç des Cardassar

### Travesseres
Les travesseres són els trams de carretera que transcorren per dins el nucli urbà i que degut a la construcció de les variants, ara suporten menys transit.
- Ma-15 A: travessera Vilafranca (Ma-15, Ma-3222) / Ma-15)
- Ma-15 B: travessera Capdepera (Ma-4043 / Ma-15)
- Ma-15 C: travessera Manacor (rotonda polígon industrial / Ma-15)
- Ma-15 D: travessera Son Ferriol (rotonda Son Llàtzer / rotonda variant)
- Ma-15 E: travessera Algaida (Ma-15, Ma-3100 / Ma-15, Ma-3130)
- Ma-15 F: travessera Sant Llorenç (Ma-15 / Ma-15)

## Trànsit i saturació
Segons un estudi realitzat pel Consell de Mallorca a l'octubre de 2024, la carretera Ma-15 és una de les vies amb major trànsit de l'illa, com es pot veure en els mapes de la Intensitat Mitjana Diària (IMD) publicats a l'estudi. En particular, el tram de la Ma-15 des de Palma fins a Manacor experimenta nivells elevats de trànsit, amb una IMD que supera els 20.000 vehicles diaris en alguns trams. Aquesta càrrega de trànsit genera sovint congestió, especialment en horaris punta i durant els mesos d'estiu.
L'estudi destaca la necessitat d'implantar mesures per millorar la mobilitat i reduir la saturació de les carreteres més afectades, com és el cas de la Ma-15.

### Millores i actuacions futures
Segons l'Estudi de càrrega de la xarxa viària del Consell de Mallorca (2024), es proposa l'estudi de la creació d'una via de circumval·lació que connecti la Ma-14 amb la Ma-15 per la zona oest del nucli de Manacor. Aquesta variant, que ja es contemplava en la Revisió del Pla Director Sectorial de Carreteres de 2009, forma part de la fase II de les actuacions previstes. La nova via de circumval·lació tindria l'objectiu de descongestionar el trànsit dins del nucli urbà de Manacor, millorant així la mobilitat a la zona.
A més d'aquesta modificació de traçat, també es proposen millores en la senyalització de la Ma-15. Es suggereix instal·lar polsadors i dissenyar un pla semafòric específic per regular de manera més estratègica la parada de vehicles als Pas de vianants, amb l'objectiu d'adaptar-se millor a les necessitats de mobilitat de la zona, abans de la possible creació de la via de circumval·lació.

### Millores en seguretat
Segons un article publicat el 24 de juny de 2017 al Diario de Mallorca, la perillositat de la carretera Ma-15 havia disminuït un 45,99% durant l'any 2016, gràcies a diverses actuacions realitzades en el traçat de la via. Aquestes millores han estat possibles per l'execució de projectes com el desdoblament de la carretera, la creació d'enllaços a diferent nivell i la millora de trams especialment perillosos identificats prèviament.
Aquests canvis han contribuït a la reducció dels accidents en la Ma-15, fent-la més segura per als usuaris. Aquesta reducció en la perillositat forma part d'un conjunt de mesures a llarg termini per millorar la seguretat viària de l'illa de Mallorca.